# Prebačevo
Prebačevo – wieś w Słowenii, w gminie Šenčur. W 2018 roku liczyła 504 mieszkańców.